# Ковролин
Ковроли́н (ковровое покрытие) — относительно мягкое чистовое рулонное или штучное напольное покрытие потенциально неограниченной длины, состоящее из ворса и одно- либо двухслойной основы, предназначенное, как правило, для настила поверх другого чистового покрытия, имеющее, в основном, однотонную расцветку, либо мелкий повторяющийся рисунок или орнамент, и схожее по своим характеристикам и составу с коврами.
Основное отличие от ковра, это отсутствие законченного размера и рисунка.
Укладывают ковровое покрытие, в основном, по всей площади помещения от стены и до стены одним или несколькими полотнами, и фиксируют по периметру стен плинтусами.

## Установка
Изначально ковровые покрытия ткали из шерсти под размер конкретного помещения. Позже перешли на стандартные размеры, выпуская рулоны коврового покрытия, поскольку стали популярны ковры для лестниц. Ковролин крепили к полу гвоздями по всему периметру. Технология крепления при помощи зажимов упростила установку. Вдоль стен прокладываются деревянные крепления. Край покрытия вставляется в узкий промежуток между креплением и стеной и закрепляется при помощи гвоздей или клея. Края при этом варианте установки получаются ровнее, а покрытие можно растягивать. Наиболее простой способ укладки ковролина это его фиксация на полу с помощью клея или двухстороннего скотча.

## Структура

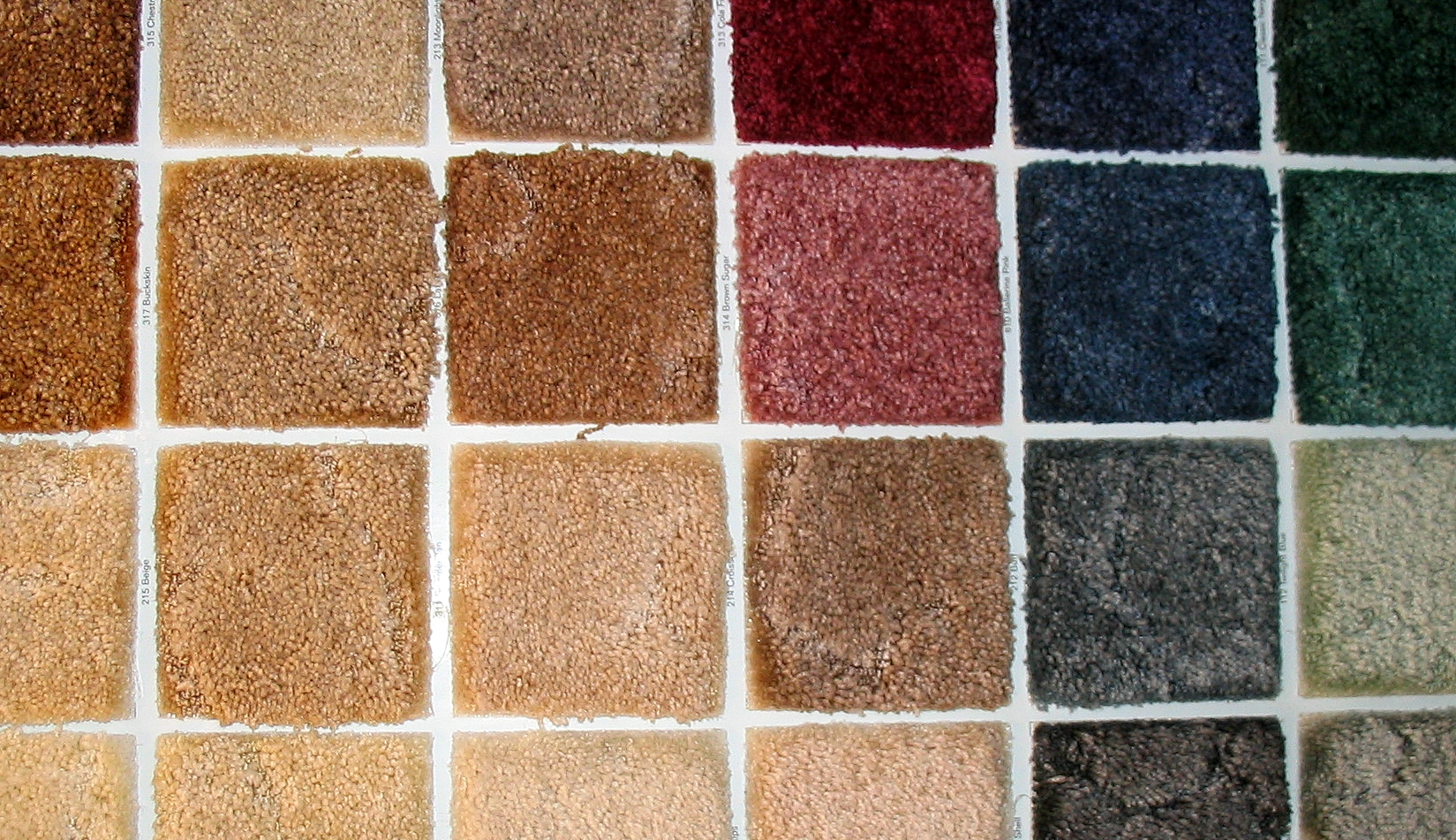
Образцы коврового покрытия

Ковролин имеет следующую структуру: ворс, первичная основа, закрепляющий слой, вторичная основа. Ворс может быть нестриженым и стриженым, коротким или многослойным. Стойкость коврового покрытия зависит от густоты и длины ворса и от того, стриженый он или нет. Более прочное покрытие — с густым ворсом и низовой конструкцией вязания. Наиболее распространённые материалы для производства ворса — шерсть, полипропилен и полиамид. Для основы чаще всего используют джут, искусственный джут, латекс.

## Материалы
Шерсть, частично или полностью натуральная, обладает высокой прочностью, легко красится и широко распространена. Если в шерсти присутствуют искусственные воло́кна, например, из нейлона, её прочность повышается. Стандартное соотношение натуральной шерсти к синтетике: 80 % и 20 % соответственно. Шерсть — относительно дорогостоящий материал.
Нейлон — воло́кна, произведённые из одноимённого полиамида. В расплавленном виде может быть покрашен. Легко пачкается. Стоимость нейлона зависит от курса нефти.

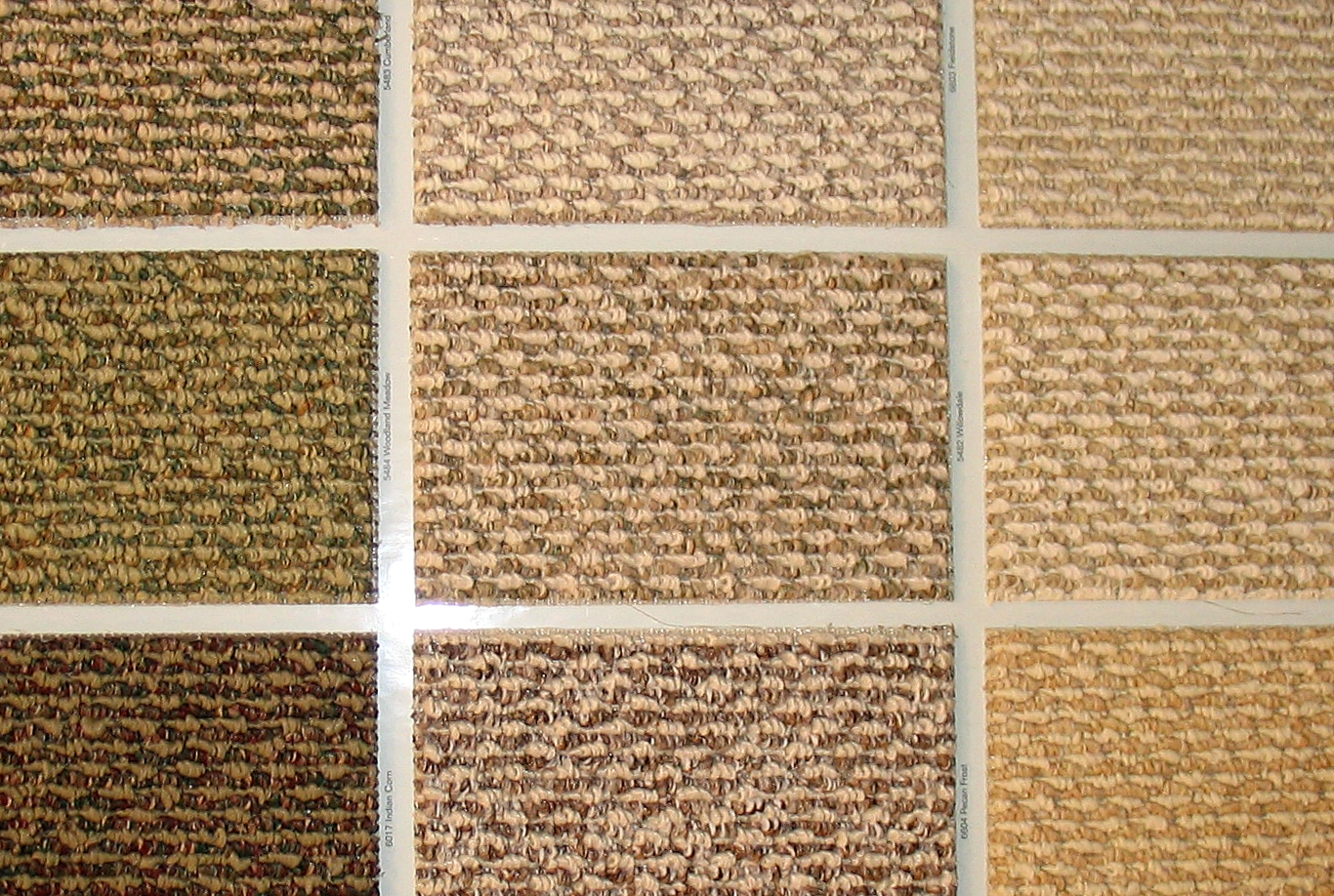
Образцы берберских ковровых покрытий

Полипропилен — полимер, используемый для производства ковролина в силу его дешевизны. Его тяжело покрасить, и он изнашивается быстрее, чем шерсть или нейлон. Берберские ковры с большими стежками, сделанные из этого материала, подходят для домашнего использования и быстро приходят в негодность. Берберские ковры со стежками меньшего размера дольше сохраняют свой первоначальный вид. Коммерческие покрытия, сделанные из полипропилена, — с очень маленькими стежками, не изнашиваются, легко чистятся и подходят для офисов и других помещений с высокой пропускной способностью. Покрытия для использования снаружи дома также делаются из полипропилена.
Полиэстер имеет хорошие физические свойства, грязе- и водоустойчив, и не так пачкается, как нейлон. Красится в расплавленном виде. Однако, он быстро изнашивается. Обычно используется в производстве покрытий средней или низкой стоимости. Разновидность полиэстера под названием PTT (политриметилен терефталат) меньше изнашивается, легче чистится, быстрее высыхает и не плавится.

## Уход за ковролином
В помещении чистота коврового покрытия поддерживается с помощью регулярной чистки пылесосом. Это поможет избежать эффекта «наждачной бумаги» на ковролине, когда частички грязи, накапливаясь на его поверхности, постепенно забивают пространство между волокнами.